# Caputxins d'Igualada

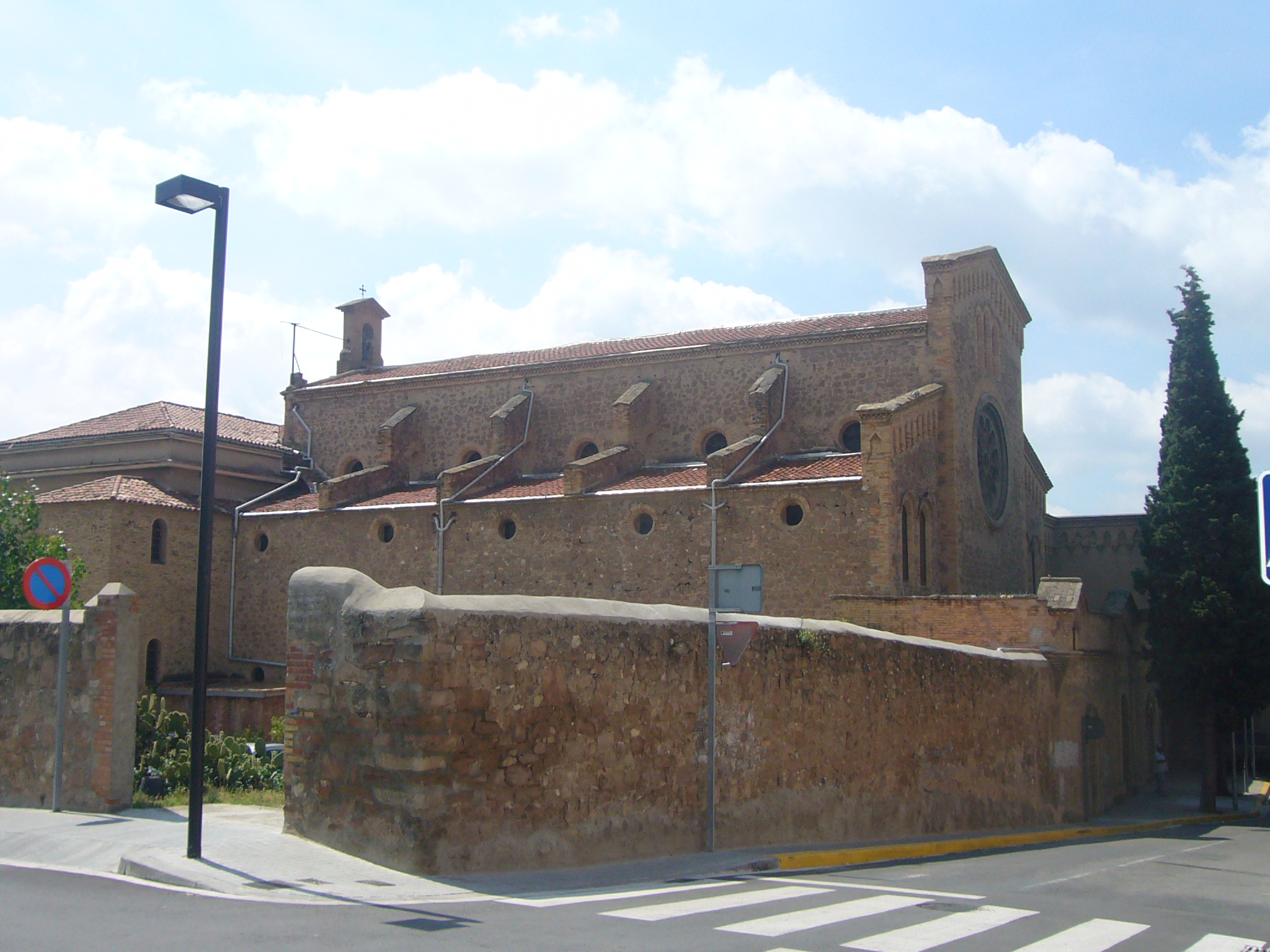
Actual convent i església dels Caputxins d'Igualada

Els Caputxins d'Igualada són una comunitat de l'Orde dels Germans Menors Caputxins que es va instal·lar a Igualada el 1609. Els frares actualment disposen d'un convent i església situats prop del Passeig Verdaguer de la ciutat, en el mateix indret on hi havia el primer convent. La d'Igualada és la segona fundació més antiga dels caputxins a Catalunya, després dels Caputxins de Sarrià instal·lats a Barcelona el 1578.

## Història

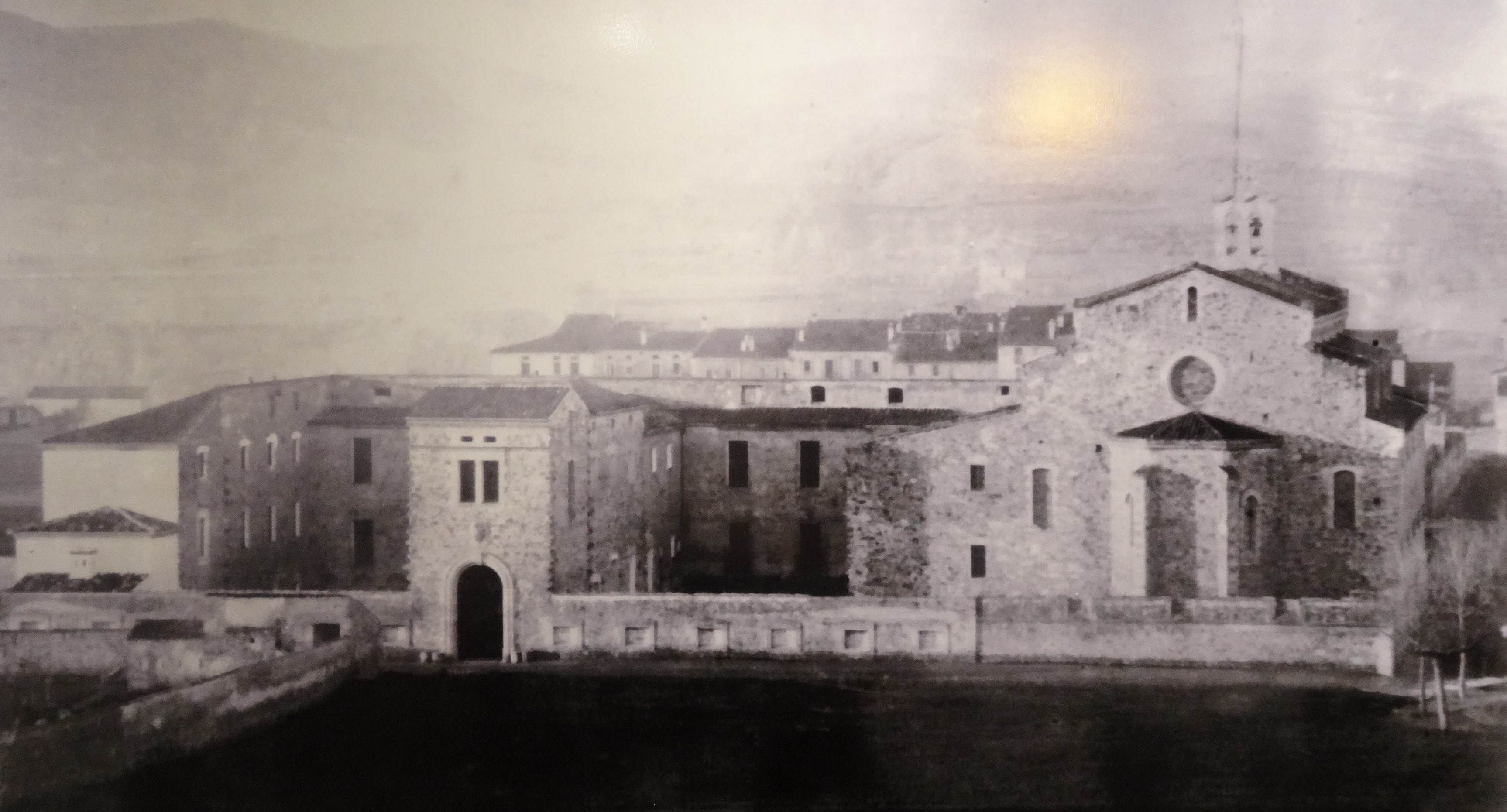
Convent dels Caputxins construït a partir de 1810 al passeig, convertit en hospital després de la desamortització.

L'any 1589 els frares caputxins van donar assistència a la població d'Igualada durant una epidèmia de pesta. Degut a això el 1595 van rebre la petició de fundar un convent a Igualada. En aquesta època els caputxins eren en plena fundació d'altres establiments i inicialment no van poder atendre la petició.
Finalment l'any 1609 s'acordà la fundació del convent d'Igualada. La ciutat va adquirir uns terrenys i va finançar bona part de les obres del nou convent. Aquell any s'hi van traslladar alguns frares i es va posar la primera pedra de l'edifici, amb una església dedicada a l'estigmatització de sant Francesc d'Assís. El 1614 s'hi va traslladar la comunitat, quan l'església encara no s'havia completat.
Aquest edifici fou destruït durant l'ocupació de les tropes franceses en la Guerra de la Independència Espanyola. L'any 1810 començaren les obres de construcció d'un nou convent situat al punt on posteriorment s'ubicà l'hospital comarcal. Els frares hi van viure fins a l'any 1835. Aquest nou convent va ser encautat per les lleis desamortitzadores de 1835 i 1836, quan l'edifici encara no s'havia completat. El 1842 el convent fou destinat a hospital, fet que es consumà el 1845.
L'edifici de l'actual convent ocupa el mateix lloc on hi havia el convent de 1609, i va ser edificat pels caputxins de la província de Tolosa, expulsats de França el 1881. Aquest projecte fou dirigit per fra Josep de Calassanç Vives i Tutó, que hi va instal·lar l'Escola Seràfica que els frares de Tolosa tenien a Perpinyà. Vives i Tutó dirigí aquesta escola entre 1880 i el 1887. L'octubre de 1893 els frares tolosans retornaren a França i l'edifici passà als caputxins catalans, que hi traslladaren la seva Escola Seràfica, fundada inicialment a Olot l'any 1890. Aquesta escola i seminari funcionà a Igualada fins al 1975. Després de la guerra civil espanyola, l'arquitecte Cèsar Martinell va intervenir en la restauració de l'església dels Caputxins d'Igualada i l'arquitecte Lluís Maria Albín en la reconstrucció del seminari seràfic.
En dependències del convent s'hi ubicà l'any 1975 el Col·legi Abat Oliba, centre de batxillerat de totes les escoles religioses d'Igualada, i posteriorment el centre d'educació secundària Escola Anoia, creat l'any 1996 per 3 escoles igualadines. En terrenys de l'hort dels caputxins es va construir el nou edifici dels jutjats d'Igualada que es posà en funcionament a finals de l'any 2007.
Actualment els frares caputxins d'Igualada es dediquen a activitats com l'ajut als pobres i l'assistència espiritual dels malalts de l'hospital comarcal.

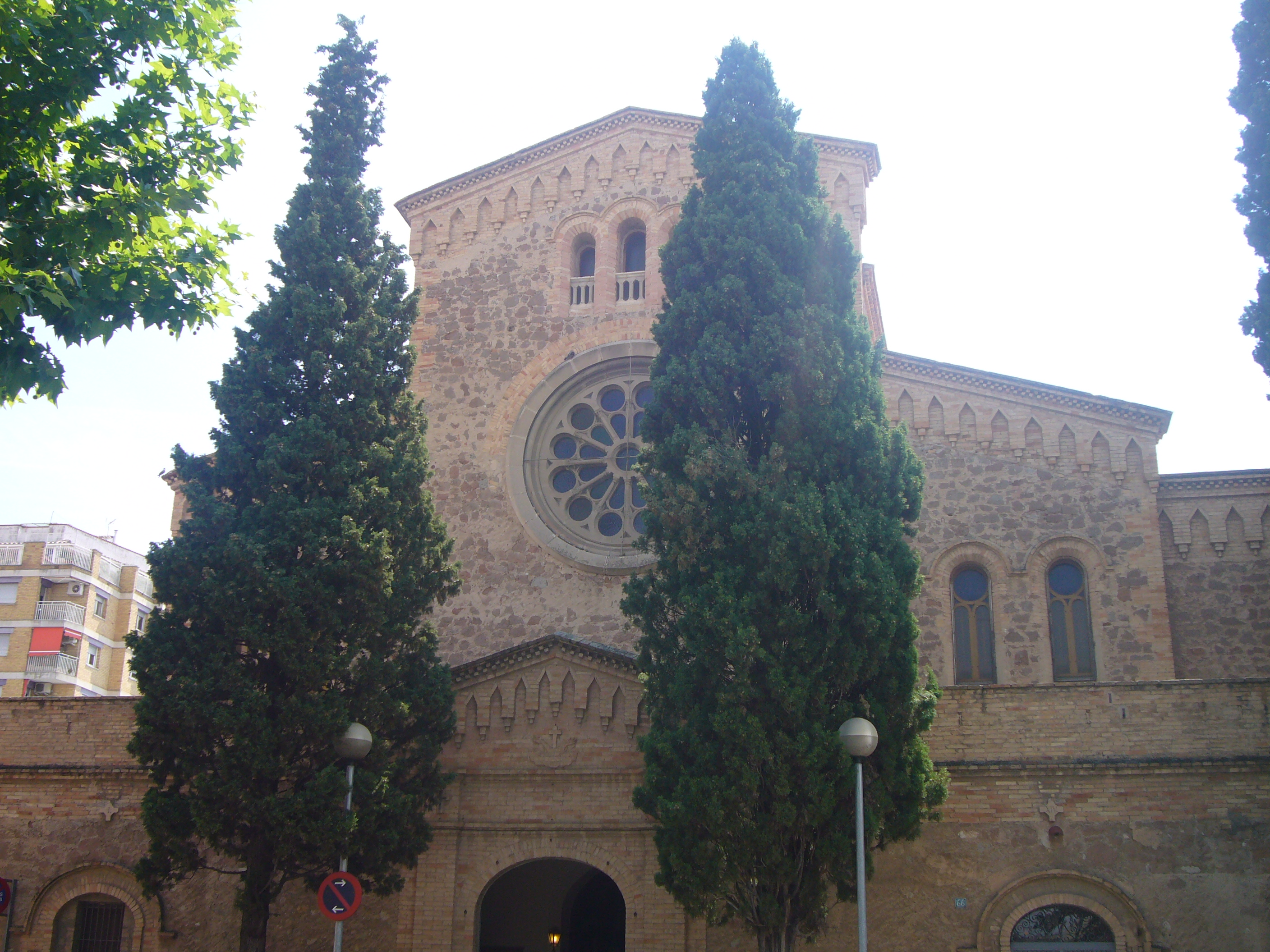
Façana de l'església
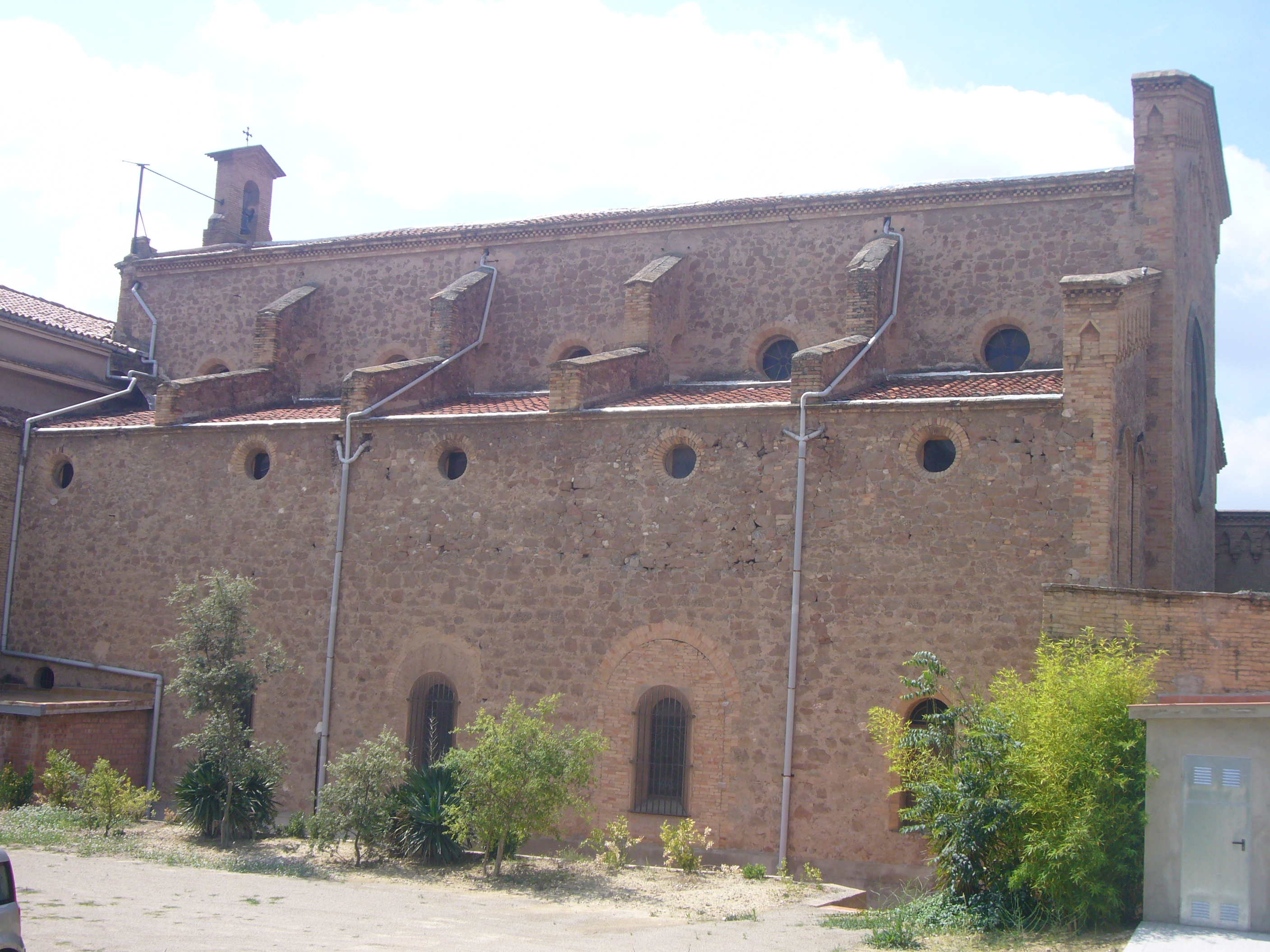
Vista lateral de l'església
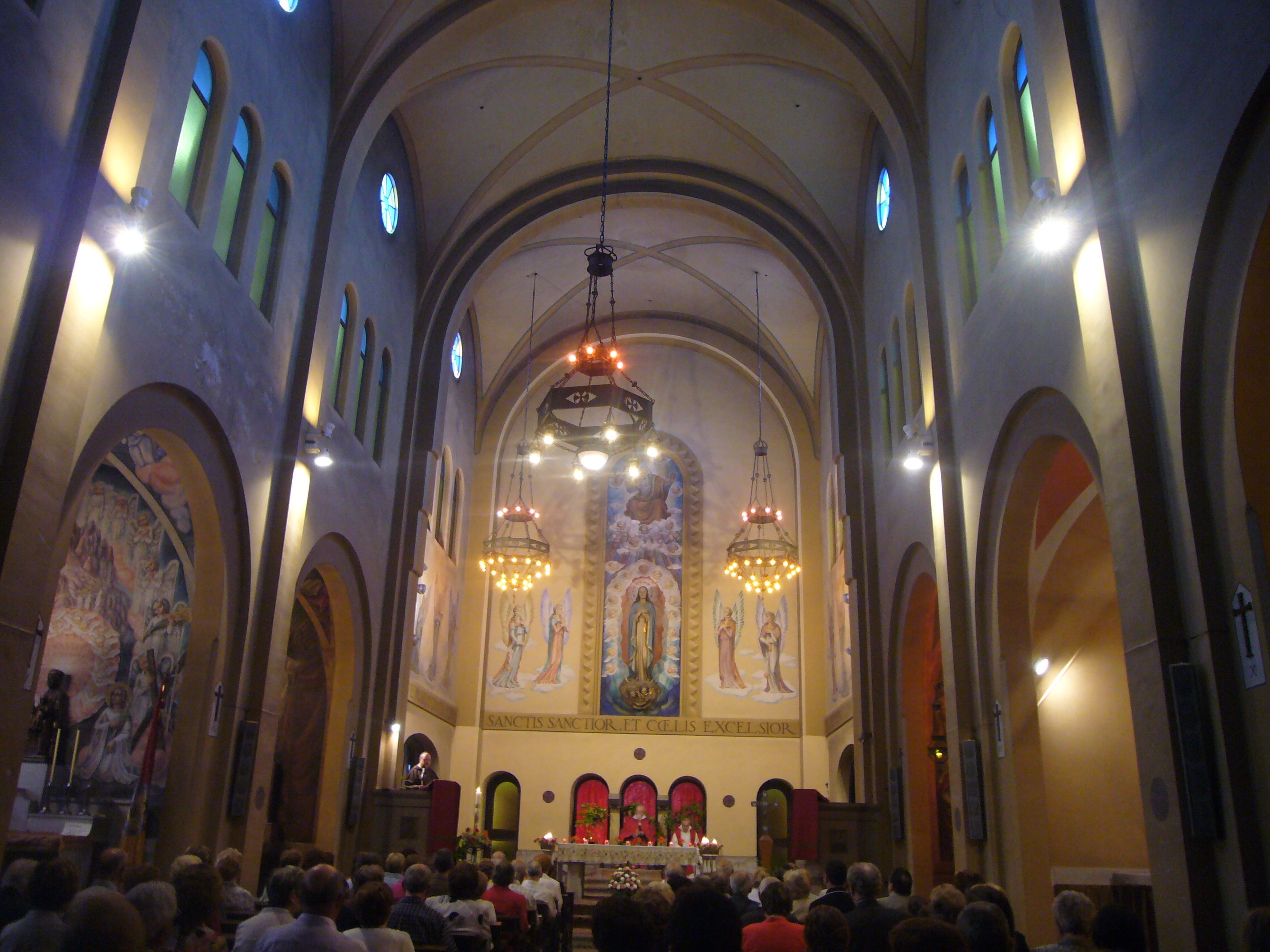
Interior de l'església dels Caputxins d'Igualada
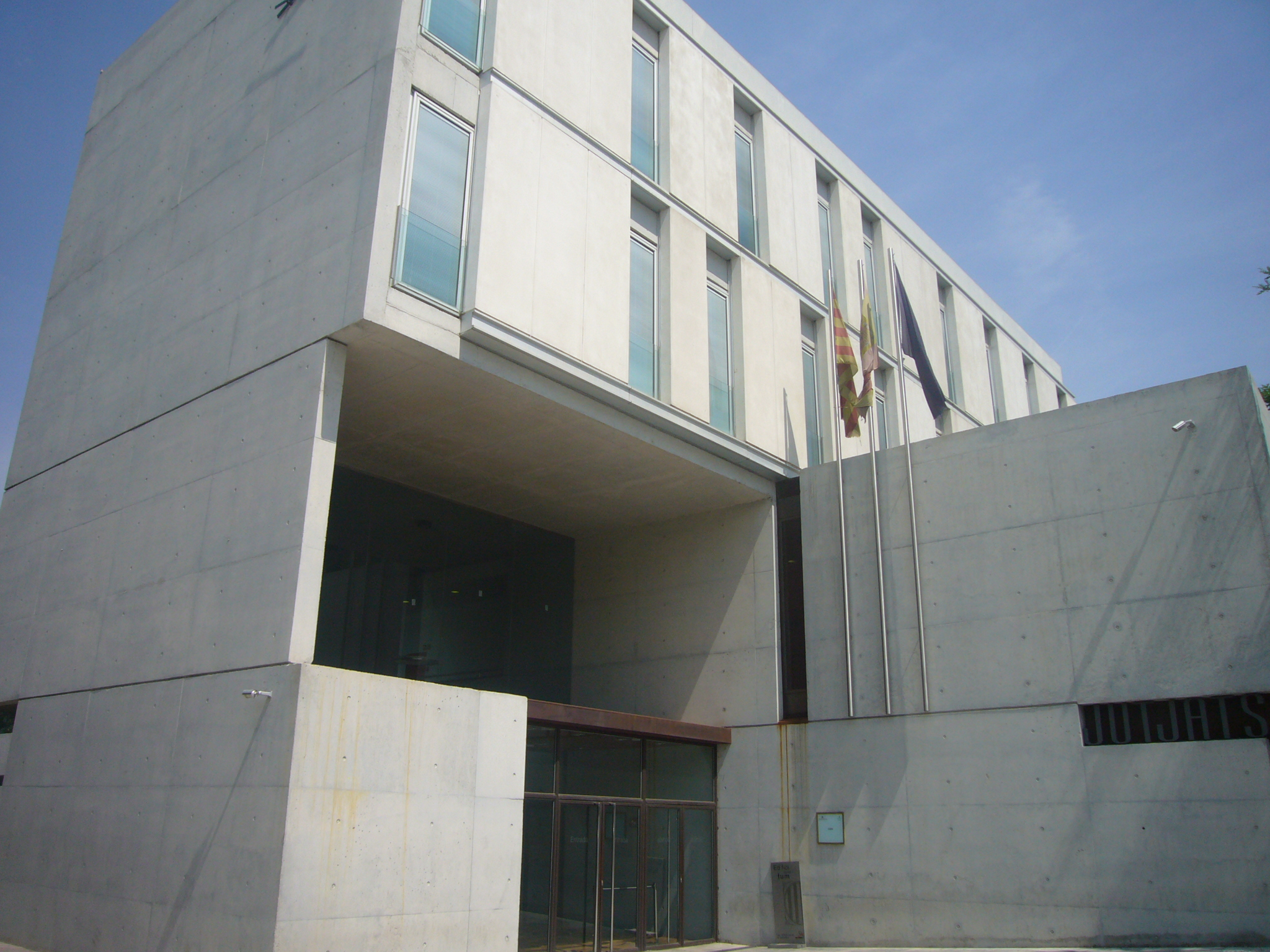
Jutjats Igualada edificats l'any 2007 en terrenys de l'hort del convent